# Emoia kordoana
Emoia kordoana är en ödleart som beskrevs av  Meyer 1874. Emoia kordoana ingår i släktet Emoia och familjen skinkar. Inga underarter finns listade i Catalogue of Life.